# Aek Dakka
Aek Dakka is een bestuurslaag in het regentschap Tapanuli Tengah van de provincie Noord-Sumatra, Indonesië. Aek Dakka telt 734 inwoners (volkstelling 2010).